# پشه‌گیر سفیدچهره
پشه‌گیر سفیدچهره (نام علمی: Polioptila albiloris) نام یک گونه از سرده پشه‌گیرها است.